# Aryjan Tjutrin
Aryjan Innokent'evič Tjutrin (in russo Арыйан Иннокентьевич Тютрин?; in bielorusso Арыян Цютрын?, Aryjan Cjutryn; Jakutsk, 23 novembre 1994) è un lottatore russo naturalizzato bielorusso, specializzato nella lotta libera.

## Biografia
Ha rappresentato la nazionale maggiore russa dal 2014 al 2020. Dal 2021 compete per la Bielorussia, per la quale ha ottenuto il quinto posto ai campionati europei di Varsavia 2021 e il bronzo iridato ai mondiali di Oslo 2021.

## Palmarès
| Anno                                | Manifestazione | Sede     | Evento | Risultato | Note |
| ----------------------------------- | -------------- | -------- | ------ | --------- | ---- |
| In rappresentanza della Russia      |                |          |        |           |      |
| 2013                                | Europei junior | Skopje   | 50 kg  | Bronzo    |      |
| In rappresentanza della Bielorussia |                |          |        |           |      |
| 2021                                | Europei        | Varsavia | 57 kg  | 5º        |      |
| 2021                                | Mondiali       | Oslo     | 57 kg  | Bronzo    |      |